# See Dad Run
See Dad Run (Un papá en apuros en Latinoamérica) fue una serie de televisión de Estados Unidos, una serie de formato sitcom producida por Nickelodeon y estrenado en Nick at Nite el 6 de octubre de 2012, después del especial de una hora de iCarly, "iShock America". El protagonista de la serie también es el productor, Scott Baio. See Dad Run es la primera serie de imagen real de comedia de Nick@Nite. Nickelodeon ha ordenado 20 episodios para la primera temporada de la serie. El 19 de diciembre de 2012, Nick@Nite renovó a See Dad Run para una segunda temporada con 20 episodios más. La serie finalizó tras tres temporadas el 13 de agosto de 2015 en los Estados Unidos, fue además emitida en Latinoamérica entre el 5 de abril de 2014 y el 28 de enero de 2017.

## Producción
El 24 de octubre de 2011, Nickelodeon dio luz verde para un piloto de una nueva serie, conocido bajo el título de su trabajo Daddy's Home por lo que es la primera comedia original en Nick at Nite. El 27 de marzo de 2012 se anunció que 20 episodios para la serie fueron ordenados, la cual llevaría por nombre See Dad Run.
El 19 de diciembre de 2012, Nick at Nite renovó la serie para una segunda temporada. El 21 de octubre de 2013, la serie fue renovada para una tercera temporada. El 17 de marzo de 2014, See Dad Run fue cancelada con la producción de la tercera temporada, su último episodio fue emitido el 13 de agosto de 2015, tras retrasos en su emisión debido a su baja audiencia. 

## Sinopsis
Después de una década en la televisión, el actor David Hobbs (Scott Baio) se convierte en un padre que se queda en su casa para que su esposa puede volver al centro de atención de una telenovela, pero rápidamente se da cuenta de que jugar a hacer un papá en la televisión es muy diferente de la vida real. David Hobbs (Scott Baio) y Amy (Alanna Ubach) tienen 3 hijos, Emily, Joe y Jannie.

## Elenco

### Personajes principales
- Scott Baio como David Hobbs.
- Alanna Ubach como Amy Hobbs.
- Ryan Newman como Emily (Emilia) Hobbs.
- Bailey Michelle como Jannie Hobbs.
- Jackson Brundage como Joe Hobbs.
- Ramy Youssef como Kevin Kostner.
- Mark Curry como Marcus.

### Personajes secundarios
- Jaylen Barron como Mary.
- Alyvia Alyn Lind como Charlotte.
- Austin North como Bill.
- Ted McGinley como una versión ficticia de él mismo
- Jack Griffo como Xander McGinleyz
- James Maslow como Ricky Adams

## Episodios
| Temporada | Temporada | Episodios | Estreno original     | Estreno original     | Emisión en Latinoamérica | Emisión en Latinoamérica |
| Temporada | Temporada | Episodios | Estreno              | Final                | Estreno                  | Final                    |
| --------- | --------- | --------- | -------------------- | -------------------- | ------------------------ | ------------------------ |
|           | 1         | 20        | 6 de octubre de 2012 | 12 de mayo de 2013   | 5 de abril de 2014       | 13 de diciembre de 2014  |
|           | 2         | 15        | 2 de junio de 2013   | 19 de enero de 2014  | 7 de marzo de 2015       | 25 de abril de 2015      |
|           | 3         | 20        | 9 de febrero de 2014 | 13 de agosto de 2015 | 9 de marzo de 2015       | 28 de enero de 2017      |